# Xenuraega ptilocera
Xenuraega ptilocera es una especie de crustáceo isópodo marino de la familia Aegidae.

## Distribución geográfica
Se distribuye por las costas de las Azores. 